# Joaquina (Matisse)
Pour les articles homonymes, voir Joaquina.
Joaquina est un tableau réalisé par le peintre français Henri Matisse au début de 1911, en Espagne. Cette huile sur toile est le portrait d'une femme brune portant un châle rouge, son modèle étant la danseuse Joaquina, qui pose également pour Francisco Iturrino. Passée par la galerie Bernheim-Jeune, à Paris, l'œuvre est exposée à l'Armory Show, aux États-Unis, puis à l'Exposition internationale urbaine de 1914, à Lyon. Partie des collections de la galerie nationale de Prague, elle est conservée au Veletržní palác, à Prague, en Tchéquie.